# Neorina pupillata
Neorina pupillata är en fjärilsart som beskrevs av Hans Fruhstorfer 1910. Neorina pupillata ingår i släktet Neorina och familjen praktfjärilar. Inga underarter finns listade i Catalogue of Life.